# Фридрих Лудвиг (Насау-Отвайлер)
Фридрих Лудвиг фон Насау-Отвайлер (на немски: Friedrich Ludwig von Nassau-Ottweiler; * 3 ноември 1651, Отвайлер; † 25 май 1728, Саарбрюкен) е от 1680 до 1728 г. граф на Насау-Отвайлер, на Насау-Идщайн (1721 – 1728) и на Саарбрюкен (1723 – 1728). Със смъртта му през 1728 г. линията „Насау-Отвайлер“ се прекратява по мъжка страна и той е наследен от Насау-Узинген.

## Живот
Той е най-възрастният син на граф Йохан Лудвиг фон Насау-Отвайлер (1625 – 1690;) и съпругата му пфалцграфиня Доротея Катарина фон Пфалц-Биркенфелд-Бишвайлер (1634 – 1715), дъщеря на пфалцграф Кристиан I фон Пфалц-Биркенфелд-Бишвайлер и Магдалена Катарина фон Пфалц-Цвайбрюкен. Внук е на граф Вилхелм Лудвиг фон Насау-Саарбрюкен (1590 – 1640) и маркграфиня Анна Амалия фон Баден-Дурлах (1595 – 1651).
Фридрих Лудвиг следва от 1661 г. придружен от възпитател в Париж. На 14 години, от 1666 до 1676 г., той служи във френската войска. След това служи на Нидерландия, където става полковник-лейтенант.

## Фамилия
Първи брак: на 28 юли 1680 г. в Гравенщайн, Дания, с графиня Кристиана фон Алефелд (* 11 април 1659; † 2 февруари 1695), дъщеря на канцлера на Дания, граф Фридрих фон Алефелд (1623 – 1686) и първата му съпруга графиня Маргарета Доротея фон Рантцау (1642 – 1665). Те имат децата:
- Доротея Фридерика (1681 – 1691)
- Мария Шарлота (1684 – 1690)
- Кристиана (1685 – 1761), омъжена I. на 22 април 1713 г. за граф Карл Лудвиг фон Насау-Саарбрюкен (1665 – 1723), II. на 17 октомври 1728 г., за ландграф Фридрих Якоб фон Хесен-Хомбург (1673 – 1746)
- Луиза (1686 – 1773), омъжена на 19 януари 1704 г. за вилд- и Рейнграф Карл фон Салм-Даун († 26 март 1733)
- София Амалия (1688 – 1753), омъжена на 9 май 1708 г. за бургграф Георг Фридрих фон Кирхберг († 14 юли 1749)
- Мария Шарлота (1690 – 1714)
- Доротея (1692 – 1740) омъжена на 8 февруари 1721 г. за Валрад фон Салм-Даун, вилд-рейнграф цу Даун-Пютлинген, граф цу Салм († 18 септември 1730)
- Елеанора (1693 – 1693)

Втори брак: септември 1697 г. в Даун за графиня Луиза София фон Ханау (* 11 април 1662; † 9 април 1751), дъщеря на граф Йохан Райнхард II фон Ханау-Лихтенберг (1628 – 1666) и пфалцграфиня Анна Магдалена фон Пфалц-Цвайбрюкен-Биркенфелд (1640 – 1693). Те имат един мъртвороден син (*/† 6 октомври 1698).